# فلورنسا روبرتس (ممثلة)
فلورنسا روبرتس (بالإنجليزية: Florence Roberts)‏ هي ممثلة أمريكية، ولدت في 14 فبراير 1871، وتوفيت في 17 يوليو 1927.

## وصلات خارجية
- فلورنسا روبرتس على موقع IMDb (الإنجليزية)
- فلورنسا روبرتس على موقع قاعدة بيانات برودواي على الإنترنت (الإنجليزية)